# Троен съюз (1668)
Вижте пояснителната страница за други значения на Троен съюз.
Тройният съюз от 1668 г. (на английски: Triple alliance of 1668) е политически и военен съюз между кралство Англия, кралство Швеция и Обединените нидерландски провинции, сключен през януари 1668 г. с цел прекратяване на френската инвазия срещу испанските владения по време на Деволюционната война. Появата му принуждава френския крал Луи ХІV да сключи с Испания мира от Аахен, но той приема действията на неговите досегашни съюзници като предателство. С активната му дипломация съюзът е разрушен, с което се подготвя война против провинциите (т. нар. Холандска война 1672 – 1678).

## Ситуацията към 1668 г.
Франция и Обединените провинции са стари съюзници в борбата им против Испания. Те си помагат в края на ХVІ век, както и по време на Тридесетгодишната война. Франция е техен съюзник включително и в току-що завършилата втора Англо-холандска война (1665 – 1667). Откакто обаче Луи ХІV взема самостоятелно властта и въз основа на брака си с Мария-Тереза издига претенции за испанското наследство, холандците са разтревожени. По това време в Обединените провинции цари особен републикански ред начело с умния Ян де Вит (1653 – 1672). Той вероятно е първият държавник, който разбира, че след Пиренейския договор от 1659 г. не Испания, а Франция е най-голяма сила, следователно и заплаха в западна Европа. През 1667 г. Луи атакува испанските владения в Нидерландия с намерението за отнеме голяма част от тях. Ян де Вит е уплашен, защото така Франция би разрушила просперитета на неговата държава и става инициатор за създаването на съюза.
Всички историци са единодушни, че Луи не е имал в този момент никакви агресивни намерения към нидерландската република. Тъй като е коректен партньор, той смята, че холандците ще го оставят да завземе Испанска Нидерландия. Само че вече започва да се формира концепцията за защита на южна Нидерландия от френското посегателство – от гледна точка на холандците, за да служи като буфер, а от гледна точка на англичаните, за да не се използват фламандските брегове за атака срещу тях. Тази концепция ще се превърне в следващите десетилетия във водеща идея на англо-холандската политика към Франция, а по-късно и към Германия.

## Създаване на Тройния съюз
Задкулисният играч в преговорите е австрийският император Леополд І, който също е разтревожен от възхода на Франция. Той обаче има договор за подялба на испанското наследство с нея и не може да участва явно в съюза. Трудно е да се прецени влиянието на неговия посланик в Лондон граф Лисола, но вероятно той предизвиква първите разговори. Сър Уилям Темпъл, английският посланик в Хага, играе главната роля в това да убеди Ян де Вит, че заплахата е голяма и за двете страни. Първоначално английският крал Чарлз ІІ предлага таен съюз на Луи ХІV срещу сериозна субсидия, но френският крал отказва, защото разчита на съюза си с холандците. Де Вит се надява, че дори само слуховете за англо-холандско сближение ще обуздаят амбициите на Луи, но не става така. Тогава холандецът се обръща към Швеция за включване в съюза. Кралство Швеция е могъща протестантска сила, чието славно участие в Тридесетгодишната война дълго ще се помни. Тя е традиционен френски съюзник, но това се обуславя най-вече от редовните субсидии. Когато де Вит предлага те да се заменят с холандски, не остава пречка Стокхолм да приеме участието си в съюза. Така трите най-големи сили в северна Европа застават една до друга срещу френските амбиции.
Договорът е подписан на 23 януари 1668 г. в Хага с официалната заявка, че цели спиране на войната и осъществяване на арбитраж между Франция и Испания. Има обаче и тайна клауза, съгласно която трите държави ще използват военна сила, ако някоя от воюващите страни откаже арбитража. В този смисъл очевидно се има предвид Луи ХІV. В действителност той приема арбитраж, а по-късно и да прекрати войната, защото армията му не е подготвена за дълга война с толкова много противници. Изоставя повечето си завоевания, включително цялото Франш-Конте и задържа само крепостите Шарлероа и Турне в Нидерландия.

## Разрушаване на съюза
Луи ХІV е обзет от справедлив гняв и без да се интересува от действителните инициатори, обвинява Ян де Вит за провала на войната си. От трите договорили се страни само холандците са имали с него съюзен договор, така че той решава да се разправи с тях, като подготви изолирането и разгрома им. Той възлага на своя външен министър Юг дьо Лион да откъсне Англия и Швеция от тях. Лион безсрамно използва най-сладката примамка на големите субсидии и постига желания резултат. През 1670 г. Луи и Чарлз ІІ сключват тайният договор от Доувър, според който Англия ще подкрепи Франция във война срещу Обединените провинции и ще приеме католицизма. На следващата година и Швеция възстановява съюза си с Франция срещу пари. Така Тройният съюз е заменен от съюз срещу холандците, предадени за пари от съюзниците си. Така умело е подготвена изолацията на Провинциите, че когато Франция ги напада през пролетта на 1672 г., те са съвършено неподготвени.